# وولنیتسه (ناحیه پریبرام)
وولنیتسه (به چکی: Volenice) یک منطقهٔ مسکونی در جمهوری چک است که در ناحیه پریبرام واقع شده‌است.